# Ровенська обласна рада депутатів трудящих IV скликання
Ровенська обласна рада депутатів трудящих четвертого скликання — представницький орган Ровенської області 1953-1955 років.
Нижче наведено список депутатів Ровенської обласної ради 4-го скликання, обраних 22 лютого 1953 року. Всього до обласної ради 4-го скликання було обрано 70 депутатів. 
| Прізвище, ім'я, по-батькові            | Виборчий округ            | Посада | Примітки |
| -------------------------------------- | ------------------------- | --- | -------- |
| Абрамчук Федосія Василівна             | Рокитнянський № 20        | ланкова колгоспу «33 роковини Жовтня» села Рокитно Рокитнянського району                                      |          |
| Антонюк Іван Оксентійович              | Острівський № 35          | начальник Ровенського обласного управління МВС                                                                |          |
| Аркуша Павло Дем'янович                | Володимирецький № 54      | заступник голови Ровенського облвиконкому                                                                     |          |
| Бакунець Ніна Денисівна                | Немовицький № 19          | бригадир тракторної бригади Сарненської МТС Сарненського району                                               |          |
| Беднар Володимир Іванович              | Здолбунівський № 61       | машиніст паровозного депо станції Здолбунів                                                                   |          |
| Березанський Борис Євгенійович         | Бережницький № 51         | начальник Ровенського обласного управління кінофікації                                                        |          |
| Бондаренко Олександр Петрович          | Ровенський міський № 3    | 1-й секретар Ровенського міськкому КПУ                                                                        |          |
| Будько Ганна Арсенівна                 | Малодорогостаївський № 59 | ланкова колгоспу імені Шевченка села Малі Дорогостаї Млинівського району                                      |          |
| Булахов Федір Олексійович              | Олександрійський № 38     | завідувач Ровенського обласного відділу торгівлі                                                              |          |
| Вавуліч Ганна Адамівна                 | Бугринський № 28          | ланкова колгоспу імені Жданова Гощанського району                                                             |          |
| Васильчук Анастасія Адамівна           | Квасилівський № 24        | ланкова колгоспу імені Кагановича Ровенського району                                                          |          |
| Велігоцький Василь Григорович          | Більсько-Вольський № 37   | уповноважений Міністерства заготівель СРСР по Ровенській області                                              |          |
| Вознюк Марія Павлівна                  | Тучинський № 67           | ланкова колгоспу імені Чапаєва Тучинського району                                                             |          |
| Волошенко Сава Васильович              | Будеразький № 33          | завідувач Ровенського обласного відділу комунального господарства                                             |          |
| Гажала Яків Пантелеймонович            | Корецький № 13            | голова Корецького райвиконкому                                                                                |          |
| Годун Антон Антонович                  | Шубківський № 68          | голова колгоспу імені Ворошилова Тучинського району                                                           |          |
| Гусєв Володимир Олександрович          | Ровенський міський № 1    | командир 10-ї гвардійської механізованої дивізії 13-ї армії Прикарпатського військового округу, генерал-майор |          |
| Данильченко Степан Михайлович          | Семидубський № 44         | завідувач Ровенського обласного відділу соціального забезпечення                                              |          |
| Денисенко Олексій Іванович             | Дубнівський № 8           | 1-й секретар Ровенського обкому КПУ                                                                           |          |
| Дмитрук Микола Пилипович               | Острожецький № 46         | завідувач конеферми колгоспу «Паризька Комуна» Острожецького району                                           |          |
| Додь Феодосій Леонтійович              | Червоноармійський № 22    | голова Ровенського облвиконкому                                                                               |          |
| Єфимчук-Дячук Уляна Василівна          | Вербський № 43            | заступник голови Ровенського облвиконкому                                                                     |          |
| Журавель Іван Володимирович            | Великостидинський № 10    | 2-й секретар Ровенського обкому КПУ                                                                           |          |
| Зайчук Володимир Гнатович              | Могилянський № 64         | голова Ровенського обласного суду                                                                             |          |
| Захаржевський Юліан Антонович          | Шпанівський № 26          | вчитель середньої школи села Городок Ровенського району                                                       |          |
| Зубчевський Євдоким Гнатович           | Деражнянський № 9         | голова Жобрівської сільської ради Деражнянського району                                                       |          |
| Івончик В'ячеслав Костянтинович        | Теслугівський № 57        | завідувач Ровенського обласного відділу культосвітніх установ                                                 |          |
| Калінка Полікарп Сафронович            | Рафалівський № 36         | голова колгоспу імені Кірова села Любахи Рафалівського району                                                 |          |
| Каушнян Володимир Оксентійович         | Кутянківський № 65        | тракторист Оженинської МТС Острозького району                                                                 |          |
| Козаченко Ольга Олексіївна             | Пустоіванівський № 23     | учителька Рудне-Почаївської семирічної школи Червоноармійського району                                        |          |
| Кольцов Фірс Артемович                 | Боремельський № 70        | Ровенський обласний військовий комісар                                                                        |          |
| Комолов Ілля Іванович                  | Здовбицький № 62          | прокурор Ровенської області                                                                                   |          |
| Кухарець Данило Титович                | Висоцький № 11            | колгоспник колгоспу імені 30-річчя ВЛКСМ Висоцького району                                                    |          |
| Кухарчук Ганна Петрівна                | Дядьковицький № 25        | ланкова колгоспу імені Свердлова Ровенського району                                                           |          |
| Максімов Григорій Павлович             | Березнівський № 48        | колгоспник колгоспу «Більшовик» Березнівського району                                                         |          |
| Малка Віра Іванівна                    | Степанський № 40          | головний агроном Степанського районного відділу сільського господарства                                       |          |
| Мельник Тамара Данилівна               | Межиріцький № 52          | ланкова колгоспу імені Сталіна села Межирічі Межиріцького району                                              |          |
| Петренко Олександр Михайлович          | Березнівський № 21        | завідувач Ровенського обласного відділу охорони здоров’я                                                      |          |
| Петров Микола Іванович                 | Сарненський № 17          | начальник управління Ковельської залізниці                                                                    |          |
| Плясун Григорій Леонтійович            | Вичівський № 12           | голова Ровенської обласної ради професійних спілок                                                            |          |
| Подобрій Ніна Василівна                | Демидівський № 69         | старший агроном-економіст Демидівського районного відділу сільського господарства                             |          |
| Поліщук Марія Полікарпівна             | Коростівський № 66        | доярка колгоспу імені Сталіна Острозького району                                                              |          |
| Протолюк Олександр Арсентійович        | Повчанський № 45          | бригадир рільничої бригади колгоспу імені 17 Вересня Вербського району                                        |          |
| Решетов Микола Антонович               | Костопільський № 41       | начальник Ровенського обласного управління МДБ                                                                |          |
| Риков Олександр Іванович               | Дубнівський № 5           | голова Ровенської обласної планової комісії                                                                   |          |
| Романенко Василь Кирилович             | Ровенський міський № 4    | голова Ровенського міськвиконкому                                                                             |          |
| Руденко Єфросинія Василівна            | Довгошиївський № 47       | голова Ровенської обласної спілки споживчих товариств                                                         |          |
| Рябошапка Олександра Климівна          | Костопільський № 42       | бригадир жіночої тракторної бригади Костопільської МТС                                                        |          |
| Савченко Григорій Степанович           | Млинівський № 58          | директор Лехівської МТС Млинівського району                                                                   |          |
| Самчинська Любов Герасимівна           | Клеванський № 31          | вчителька Клеванської середньої школи №2                                                                      |          |
| Синявін Іван Наумович                  | Сіннянський № 29          | секретар Ровенського облвиконкому                                                                             |          |
| Солейко Павло Тимофійович              | Старожуківський № 30      | секретар Ровенського обкому КПУ                                                                               |          |
| Степанюк Іван Іванович                 | Соснівський № 15          | завідувач Ровенського обласного фінансового відділу                                                           |          |
| Тимошенко Михайло Георгійович          | Варковицький № 6          | голова Дубнівського райвиконкому                                                                              |          |
| Тиндик Надія Іларіонівна               | Козинський № 56           | агроном Козинського районного відділу сільського господарства                                                 |          |
| Томашенко Олена Карпівна               | Бистрицький № 16          | агроном Соснівського районного відділу сільського господарства                                                |          |
| Фадекова Олександра Федорівна          | Дубровицький № 50         | вчителька Дубровицької середньої школи                                                                        |          |
| Фольварочний Петро Онуфрійович         | Яблунівський № 49         | 1-й секретар Ровенського обкому ЛКСМУ                                                                         |          |
| Халамендик Володимир Миколайович       | Іванівський № 53          | начальник Ровенського обласного управління сільського господарства                                            |          |
| Холявчук Василь Миколайович            | Стрільський № 18          | 1-й секретар Сарненського райкому КПУ                                                                         |          |
| Хіц Устина Василівна                   | Мирогощанський № 7        | ланкова колгоспу імені Кірова села Рачин Дубнівського району                                                  |          |
| Хоменко Григорій Семенович             | Клесівський № 39          | завідувач Ровенського обласного відділу народної освіти                                                       |          |
| Цегельна Ганна Іванівна                | Ровенський міський № 2    | завідуюча терапевтичного відділення Ровенської міської лікарні                                                |          |
| Чир'єва Секлета Семенівна              | Богданівський № 14        | ланкова колгоспу імені Леніна села Бабине Корецького району                                                   |          |
| Шах Зінаїда Савеліївна                 | Мізоцький № 32            | голова колгоспу імені РСЧА Мізоцького району                                                                  |          |
| Швед Ніна Кирилівна                    | Зарічнянський № 34        | ланкова колгоспу «Більшовик» Зарічнянського району                                                            |          |
| Шевченко Федір Гаврилович              | Гощанський № 27           | 1-й секретар Гощанського райкому КПУ                                                                          |          |
| Шитов Олексій Нілович                  | Антонівський № 55         | голова Володимирецького райвиконкому                                                                          |          |
| Щибрик Павло Давидович                 | Здолбунівський № 60       | завідувач промислово-транспортного відділу Ровенського обкому КПУ                                             |          |
| ? Місюра М.І.? *не публікували в пресі | Острозький № 63           | голова Острозького райвиконкому                                                                               |          |

10 березня  1953 року відбулася 1-а сесія Ровенської обласної ради депутатів трудящих 3-го скликання. Головою облвиконкому обраний Додь Феодосій Леонтійович, 1-м заступником голови — Аркуша Павло Дем'янович,  заступником голови — Єфимчук-Дячук Уляна Василівна. Секретарем облвиконкому обраний Синявін Іван Наумович.